# ويكيبيديا الطاجيكية
ويكيبيديا الطاجيكية (الطاجيكية:Википедиаи Тоҷикӣ) هي النسخة الطاجيكية من موسوعة ويكيبيديا.

## الإحصائيات
| عدد المستخدمين المسجلين | عدد المستخدمين النشيطين | عدد المقالات | صفحات المحتوى | عدد التعديلات | عدد الملفات المرفوعة | عدد الإداريين |
| ----------------------- | ----------------------- | ------------ | ------------- | ------------- | -------------------- | ------------- |
| 60٬402                  | 89                      | 115٬310      | 282٬047       | 1٬433٬192     | 528                  | 6             |

## قراءة
| \| قراءة ويكيبيديا الطاجيكية (فبراير 2016)[2] \| قراءة ويكيبيديا الطاجيكية (فبراير 2016)[2] \| قراءة ويكيبيديا الطاجيكية (فبراير 2016)[2] \| قراءة ويكيبيديا الطاجيكية (فبراير 2016)[2] \| قراءة ويكيبيديا الطاجيكية (فبراير 2016)[2] \| \| ------------------------------------------ \| ------------------------------------------ \| ------------------------------------------ \| ------------------------------------------ \| ------------------------------------------ \| \| البلد \| البلد \| \| النسبة المئوية \| النسبة المئوية \| \| طاجيكستان \| طاجيكستان \| \| 50.1% \| 50.1% \| \| الصين \| الصين \| \| 19.6% \| 19.6% \| \| الولايات المتحدة \| الولايات المتحدة \| \| 10.4% \| 10.4% \| \| فرنسا \| فرنسا \| \| 9.4% \| 9.4% \| \| ألمانيا \| ألمانيا \| \| 4.7% \| 4.7% \| \| اخر \| اخر \| \| 5.8% \| 5.8% \| |                  |  |                |                |
| قراءة ويكيبيديا الطاجيكية (فبراير 2016) |                  |  |                |                |
| البلد | البلد            |  | النسبة المئوية | النسبة المئوية |
| طاجيكستان | طاجيكستان        |  | 50.1%          | 50.1%          |
| الصين | الصين            |  | 19.6%          | 19.6%          |
| الولايات المتحدة | الولايات المتحدة |  | 10.4%          | 10.4%          |
| فرنسا | فرنسا            |  | 9.4%           | 9.4%           |
| ألمانيا | ألمانيا          |  | 4.7%           | 4.7%           |
| اخر | اخر              |  | 5.8%           | 5.8%           |